# 维勒讷沃 (安省)
维勒讷沃（法語：Villeneuve，法語發音：[vilnœv] ⓘ）是法国东部安省的一个市镇，属于布雷斯地区布尔格区。

## 地理
维勒讷沃（46°1'16"N, 4°50'12"E）面积26.79 平方千米，位于法国奥弗涅-罗讷-阿尔卑斯大区安省，该省份为法国东部省份，北起汝拉省，西北接索恩-卢瓦尔省，西接罗讷省和里昂大都会，南至伊泽尔省，东与萨瓦省、上萨瓦省和瑞士接壤。
与维勒讷沃接壤的市镇（或旧市镇、城区）包括：栋布地区昂贝略、福尔芒河畔阿尔斯、沙兰、弗朗什兰、圣奥利夫、穆瓦尼昂河畔圣特里维耶、萨维尼厄。

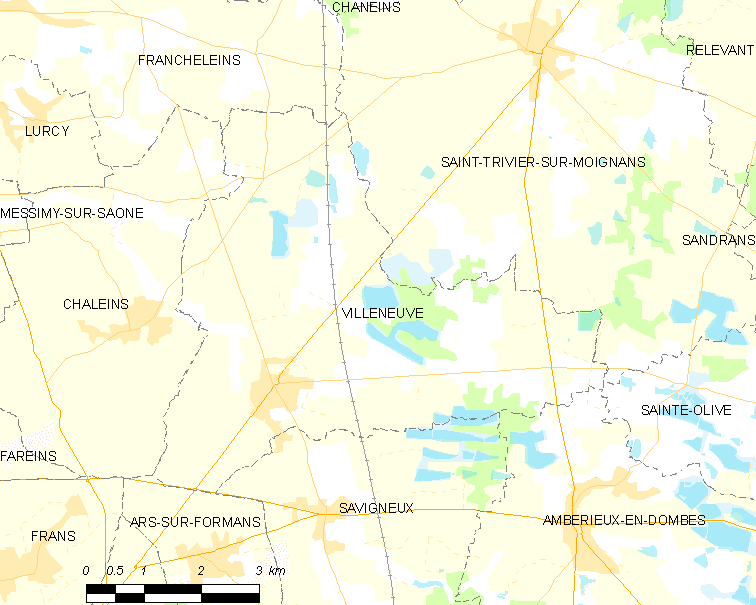
的OSM定位图

维勒讷沃的时区为UTC+01:00、UTC+02:00（夏令时）。

## 行政
维勒讷沃的邮政编码为01480，INSEE市镇编码为01446。

## 政治
维勒讷沃所属的省级选区为维拉尔莱栋布县。

## 人口

1962-2008年间人口变化图示

维勒讷沃于2022年1月1日时的人口数量为1603人。